# Deborah Wilson
Deborah „Debbie“ Wilson, geboren als Deborah Keplar (* 5. November 1955 in Columbus, Ohio), ist eine ehemalige Turmspringerin aus den Vereinigten Staaten. Sie gewann bei den Olympischen Spielen 1976 eine Bronzemedaille.

## Karriere
Unter ihrem Geburtsnamen Deborah Keplar gewann sie 1973 die Meisterschaften der Amateur Athletic Union vom 10-Meter-Turm. Im gleichen Jahr wurde sie Siebte der Weltmeisterschaften in Belgrad. Zwei Jahre später verfehlte sie bei den Weltmeisterschaften 1975 in Cali als Neunte den Finaleinzug. Nach ihrer Heirat gewann sie 1976 als Deborah Wilson die Ausscheidungswettkämpfe für das Olympiateam.
Bei den Olympischen Spielen 1976 in Montreal erreichte Wilson als Dritte hinter der Schwedin Ulrika Knape und Irina Kalinina aus der Sowjetunion das olympische Finale der besten acht Springerinnen vom Zehn-Meter-Turm. Im Finale gewann Jelena Waizechowskaja aus der Sowjetunion vor Ulrika Knape. Dahinter ersprang Deborah Wilson die Bronzemedaille vor Irina Kalinina.
Deborah Wilson sprang für die Ron O’Brien Diving School in ihrer Heimatstadt Columbus.